# Sorik
Sorik (in armeno Սորիկ?, fino al 1935 Zorba e Dzorba) è un comune dell'Armenia di 182 abitanti (2001) della provincia di Aragatsotn.